# Аустрија на Европском првенству у атлетици на отвореном 1990.
Аустрија је учествовала на Европском првенству у атлетици на отвореном 1990. одржаном у Сплиту (СФРЈ) од 26. августа до 2. септембра. Репрезентацију Аустрије представљао је 11 учесника (8 мушкарца и 3 жене) који су се такмичили у 10 дисциплина.
У укупном пласману Аустрија је са једном бронзаном медаљом освојила 20. место. Поред медаље постигнут је један лични рекорд.

## Табела успешности
У табели успешности према броју и пласману такмичара који су учествовали у финалним такмичењима (првих 8 такмичара) Аустрија је са 2 учесника у финалу заузела 20. место са 11 бодова, од 22 земље које су имале представнике у финалу. На првенству су учествовале 33 земаље чланица ЕАА.
| Плас. | Земља    |   |   |   | 4. | 5. | 6. | 7. | 8. | Бр. фин. | Бод. |
| ----- | -------- | - | - | - | -- | -- | -- | -- | -- | -------- | ---- |
| 20.   | Аустрија | 0 | 0 | 1 | 1  | 0  | 0  | 0  | 0  | 2        | 11   |

## Учесници
| Мушкарци: - Хервиг Ретл — 110 м препоне - Дитмар Милониг — 10.000 м - Хелмут Шмук — Маратон - Херман Ферингер — Скок мотком - Клаус Боденмилер — Бацање кугле - Јохан Линдер — Бацање кладива - Гернот Келермајер — Десетобој - Михаел Арнолд — Десетобој | Жене: - Терезија Кисл — 800 м - Зигрид Кирхман — Скок увис - Урсула Вебер — Бацање диска |  |

## Освајачи медаља (1)

### Бронза (1)
- Херман Ферингер — Скок мотком

## Резултати
Комплетни резултати такмичења на ЕП 1990

### Мушкарци
| Атлетичар        | Дисциплина     | Лични рекорд | Квалификације | Квалификације | Полуфинале          | Полуфинале          | Финале              | Финале       |
| Атлетичар        | Дисциплина     | Лични рекорд | Резултат      | Место         | Резултат            | Место               | Резултат            | Место        |
| ---------------- | -------------- | ------------ | ------------- | ------------- | ------------------- | ------------------- | ------------------- | ------------ |
| Хервиг Ретл      | 110 м препоне  |              | 14,23         | 4. у гр. 1    | Нијесе квалификовао | Нијесе квалификовао | Нијесе квалификовао | 22 / 25 (28) |
| Дитмар Милониг   | 10.000 м       | 27:42,98     |               |               |                     |                     | 28:16,95            | 11 / 22 (25) |
| Хелмут Шмук      | маратон        |              | 2:30:28       | 21 / 23 (37)  |                     |                     |                     |              |
| Херман Ферингер  | скок мотком    |              | 5,40          | 2 у гр. А КВ  |                     |                     | 5,75 ЛР             |              |
| Клаус Боденмилер | бацање кугле   | 20,79 НР     | 19,25         | 5. у гр. Б кв | 19,62               | 10 / 18 (19)        |                     |              |
| Јохан Линдер     | бацање кладива | 79,90 НР     | 74,40         | 4 у гр. А КВ  | 73,68               | 11 / 20             |                     |              |

Десетобој
| Пласман | Атлетичар         | 100м  | Даљ  | Кугла | Вис  | 400м  | 110м пр | Диск  | Мотка | Копље | 1.500м  | Бодови | Белешка |
| ------- | ----------------- | ----- | ---- | ----- | ---- | ----- | ------- | ----- | ----- | ----- | ------- | ------ | ------- |
| 14.     | Гернот Келермајер | 10,99 | 7,32 | 12,96 | 1,86 | 48,92 | 14,87   | 40,64 | 4,40  | 58,86 | 4:35,61 | 7.666  |         |
| 17.     | Михаел Арнолд     | 11,20 | 7,23 | 13,39 | 1,98 | 49,63 | 14,81   | 37,74 | 4,00  | 59,46 | 4:39,77 | 7.515  |         |

### Жене
| Атлетичар      | Дисциплина   | Лични рекорд | Квалификације | Квалификације | Полуфинале            | Полуфинале            | Финале                | Финале |
| Атлетичар      | Дисциплина   | Лични рекорд | Резултат      | Место         | Резултат              | Место                 | Резултат              | Место  |
| -------------- | ------------ | ------------ | ------------- | ------------- | --------------------- | --------------------- | --------------------- | ------ |
| Терезија Кисл  | 800 м        |              | 2:06,44       | 7 у гр. 2     | Није се квалификовала | Није се квалификовала | Није се квалификовала | 21 /21 |
| Зигрид Кирхман | Скок увис    |              | 1,88          | 7 у гр. А КВ  |                       |                       | 1,89                  | 4 / 18 |
| Урсула Вебер   | бацање диска |              | 50,26         | 7 у гр. А     | Није се квалификовала | 14 / 15 (16)          |                       |        |